# لويس فيدال
لويس فيدال (بالإسبانية: Luis Vidal)‏ هو مهندس معماري إسباني، ولد في 16 يناير 1969 في برشلونة في إسبانيا.